# Ciudad del Maíz (kommun i Mexiko)
Ciudad del Maíz är en kommun i Mexiko.   Den ligger i delstaten San Luis Potosí, i den centrala delen av landet, 300 km norr om huvudstaden Mexico City.
Följande samhällen finns i Ciudad del Maíz:
- Ciudad del Maiz
- San Rafael Matriz
- Nuevo Centro de Población Ganadero Papagayos
- San Juan del Llano
- San Antonio
- Nuevo San Rafael
- San Rafael Carretera
- Papagayos
- San Juan del Meco
- Buenavista del Olivo
- Puerto de San Juan de Dios
- Colonia Agrícola Ollitas de las Vacas
- El Carrizal Grande
- El Duro
- La Guacamaya
- Colonia Carlos Diez Gutiérrez
- Las Gavias